# Corralito en Grecia de 2015
El corralito en Grecia de 2015 se refiere al corralito económico establecido en este país europeo desde las 0:00 horas del 29 de junio de 2015, hasta el 20 de julio. Un día antes del inicio, el 28 de junio, se anunció la intención del gobierno heleno de bloquear la totalidad de los depósitos bancarios y cerrar temporalmente las oficinas bancarias. Inicialmente estaba previsto que durara hasta el día 7 de julio, fecha en la que sin embargo no fue levantado el bloqueo bancario. Este cierre tenía como objetivo evitar el pánico bancario o retirada masiva de depósitos antes de la celebración del referéndum acerca de la propuesta de los acreedores internacionales, convocado por el entonces primer ministro heleno, Alexis Tsipras. El cierre de los bancos se vio acompañado por el cierre también durante el mismo periodo de tiempo de la Bolsa de Atenas y limitaciones a la retirada en efectivo de cajeros.

## Cronología del "corralito" en Grecia
- 29 de junio (00:00 horas): Cierre total de las sucursales bancarias en todo el país (incluyendo cajeros automáticos) a fin de hacer las modificaciones técnicas precisas en los sistemas informáticos bancarios para dar cumplimiento al decreto del corralito. Prohibición de realizar todo tipo de operaciones electrónicas que impliquen salida de dinero de territorio griego (quedan exceptuadas de esta prohibición las compras de productos de primera necesidad en el extranjero, siempre que dichas compras sean autorizadas por el Gobierno griego).

- 29 de junio (10:00 horas): La Bolsa de Atenas no abre por decreto gubernamental (no lo hará al menos hasta el 6 de julio).

- 29 de junio (12:00 horas): Apertura de los cajeros automáticos en todo el país. Solamente se podrán retirar 50 euros por persona y día, utilizando para ello las tarjetas de crédito (quien las tuviere). Quedan exceptuados de esta restricción de capitales los titulares de cuentas en el extranjero que retiren dinero en efectivo de los cajeros (los turistas) ya que esas operaciones no suponen salida de capitales de los bancos griegos.[3]

- 2 de julio: Apertura de 170 sucursales bancarias en Grecia, designadas expresamente por el gobierno griego, solo para realizar ingresos bancarios y para retirar (en el caso de personas sin tarjetas de crédito) un importe máximo de 120 euros. Esta apertura limitada se producirá todos los jueves hasta que acabe el corralito.

- 6 de julio: Tras realizar el día anterior el referéndum, el gobierno griego anuncia que, si bien preveía reabrir los bancos para el 7 de julio (martes), la reapertura de los mismos se postpone al menos hasta el fin de semana,[4] prologándose sin embargo el cierre finalmente.

- 16 de julio: La radio estatal griega informa que se prevé la reapertura al público de los bancos para el 20 de julio (lunes), permaneciendo no obstante en vigor muchos de los controles de capital iniciados con el corralito.[5]

- 17 de julio: El viceministro de Finanzas griego, Dimitris Mardas, confirma la fecha del 20 de julio para la reapertura de los bancos.[6]

- 20 de julio: Tras tres semanas de cierre se produce la reapertura de los bancos.[2]

- 31 de julio: El ministro griego de Finanzas, Euclidis Tsakalotos, decreta la reapertura de la Bolsa de Atenas para el lunes 3 de agosto, tras un mes de cierre.[7]